# Guyana britannica ai Giochi della XVIII Olimpiade
La Guyana britannica partecipò ai Giochi della XVIII Olimpiade, svoltisi a Tokyo dal 10 al 24 ottobre 1964, con una delegazione un solo atleta impegnato nel sollevamento pesi.
Fu la quinta partecipazione di questo paese ai Giochi estivi e l'ultima con questa denominazione: a partire dall'edizione successiva, ottenuta l'indipendenza, avrebbe assunto la denominazione di Guyana. Non furono conquistate medaglie.